# 동심기계충버섯
동심기계충버섯(Irpex hacksungii)은 아교버섯과에 속하는 버섯이다.
썩은 나무에 나는 한해살이 버섯으로 배착성이거나 반전하여 갓을 형성한다. 갓은 3mm까지 튀어나온다. 표면은 옅은 회색이며, 자실층은 크림색에서 회색이고 침 모양이다. 침의 길이는 2mm까지 길어진다. 가장자리는 느슨하여 다소 말리는 경향이 있다. 균사체계는 이균사형이고, 생식균사는 가지를 치며 얇은 균사막과 단순격막이 있고 지름이 2~3.5μm이다. 골격균사는 투명하고 균사막이 두꺼우며 지름이 5~6μm이다. 후벽낭상체는 풍부하며 두꺼운 세포벽이 있고 끝 부분은 외피로 덮여 있으며, 크기는 24~33×5~6.5μm이다. 담자기는 곤봉형이고 4개의 담자뿔이 있다. 담자포자는 타원형이고 투명하고 부드러우며 비아밀로이드성이다. 이 종은 자실층의 침이 유사종에 비해 좀 더 짧아 구별된다.